# Monitor Pass
Monitor Pass is een 2534 meter hoge bergpas in het Sierra Nevada-gebergte in de Amerikaanse staat Californië. Monitor Pass bevindt zich ten zuidoosten van Lake Tahoe en verbindt de stroomgebieden van de West Walker River en de Carson River.
De State Route 89 loopt over de bergpas en bereikt haar zuidelijke eindpunt enkele mijlen oostwaarts van de pas. 's Winters sluit de pas door hevige sneeuwval. De weg over de bergpas werd in de vroege jaren 50 voltooid. Daarmee was Monitor Pass een van de laatste passen in de Sierra Nevada om door een verharde weg ontsloten te worden.